# Tom Prichard
Thomas Donald Prichard, conosciuto come "Dr." Tom Prichard (Pasadena, 18 agosto 1959), è un ex wrestler statunitense, fratello di Chris e Bruce Prichard.

## Carriera

### Inizi
Tom Prichard iniziò la sua carriera a Los Angeles, intorno al 1979, lavorando per la Olimpic Auditorium di Gene e Mike LeBell, dove conquistò svariati titoli, incluso l'Americas Tag Team Title con Chris Adams. Quando nel 1982 la federazione chiuse i battenti, Prichard andò a lottare in varie federazioni locali facenti parte del gruppo NWA per i successivi quattro anni prima di stabilirsi al sud, dove riscosse i maggiori successi in carriera.

### Continental Wrestling Federation/United States Wrestling Association
Prichard si unì alla Continental Wrestling Federation alla fine degli anni ottanta, e iniziò una rivalità con "The Dirty White Boy" Tony Anthony. Il loro feud incluse una storyline molto controversa dove la valletta di Anthony, presentatasi con un occhio nero, supplicò Prichard di aiutarla in quanto il suo "uomo" la picchiava, ma il tutto si scoprì essere un trucco per permettere ad Anthony di attaccare Tom alle spalle, al quale furono legate le mani dietro la schiena ed appeso come un vitello. Il 3 ottobre 1988 a Birmingham (Alabama), Prichard sconfisse Anthony nella finale del torneo per l'assegnazione del vacante CWF Heavyweight Championship. Prichard perse poi il titolo contro Wendell Cooley il 7 aprile 1989 a Knoxville, in Tennessee, ma riconquistò la cintura il 23 giugno dello stesso anno. Perse nuovamente il titolo per mano di Dennis Condrey un mese dopo, ma lo riconquistò ancora battendo Condrey il 6 dicembre. Prichard detenne la cintura fino a quando la CWF chiuse il mese seguente.
Prichard allora si spostò nella United States Wrestling Association, dove formò una stable heel che includeva Eric Embry e Steve Austin, con manager Tojo Yamamoto. Il gruppo si scontrò con tutti i maggiori face della federazione, inclusi Jeff Jarrett, Bill Dundee, Robert Fuller, ed altri. Prichard vinse sia il titolo USWA Southern Heavyweight Championship, sia l'USWA Texas Heavyweight Championship prima che la USWA chiudesse la sua filiale in Texas alla fine del 1990.

### Smokey Mountain Wrestling/World Wrestling Federation

#### Heavenly Bodies
Stan Lane e Prichard formarono il tag team denominato "The Heavenly Bodies" e passarono alla Smoky Mountain Wrestling da poco formatasi nel 1992, e il 23 aprile 1992, a Harrogate, Tennessee, il duo sconfisse i The Fantastics conquistando per primi il titolo SMW Tag Team Champions. Continuarono la rivalità con i Fantastics per tutto il 1992, fino a che non persero le cinture l'8 agosto 1992 in un sanguinoso Barbed Wire Cage Match a Johnson City, nel Tennessee. Gli Heavenly Bodies riguadagnarono i titoli di coppia due giorni dopo, restando campioni per tre mesi prima di riperderli contro The Rock 'n' Roll Express il 13 novembre 1992 in un Hospital Elimination Match a Harlan, in Kentucky. La rivalità con i Rock 'N Roll Express proseguì in altri tre confronti prima dell'abbandono della federazione da parte di Lane.
Quindi Prichard riformò gli Heavenly Bodies con un altro partner, Jimmy Del Ray, e il duo lottò sia nella SMW che nella World Wrestling Federation, affrontando i campioni mondiali di coppia WWF Steiner Brothers a SummerSlam 1993. Il 24 novembre 1993 a Boston durante il pay-per-view Survivor Series 1993, Prichard e Del Ray sconfissero i Rock 'N Roll Express, che però si presero la rivincita e le cinture il 18 febbraio 1994 a Port Huron, Michigan, per poi ricederle agli Heavenly Bodies il giorno successivo. A WrestleMania X i Boides sconfissero i Bushwhackers in un dark match.
I Rock 'N Roll Express sconfissero gli Heavenly Bodies il primo aprile 1994 a Pikeville, in un "Loser Leaves SMW match", continuando la permanenza in WWF ancora per circa un anno prima di lasciare la federazione nell'estate del 1995. Prichard lottò anche in qualche match da singolo scontrandosi con Bret Hart e Shawn Michaels. La coppia tornò nella SMW e riconquistò il SMW Tag Team Championship, (ottavo titolo per Prichard), sconfiggendo Tracy Smothers & Dirty White Boy al Super Bowl of Wrestling. Restarono campioni fino al fallimento della compagnia il 26 novembre 1995. A seguito della fine della SMW, gli Heavenly Bodies lottarono per breve tempo nella Extreme Championship Wrestling, fino a quando Prichard decise di tornare in WWF.

#### Bodydonnas
Tom lottò con il suo vero nome ma con il look alla Heavenly Bodies a Survivor Series 1995, combattendo contro il suo futuro partner di coppia nei Bodydonnas, Skip. Un mese dopo, Prichard venne ufficialmente presentato al pubblico come Zip, il cugino di Skip e suo tag team partner, interferendo nel corso di un match tra Skip e Rad Radford. Proprio in questo periodo, Prichard si tagliò i caratteristici lunghi boccoli castani per tingersi i capelli biondo platino, in modo da essere più simile al personaggio della sua nuova gimmick.
Nel pre-show di WrestleMania XII, il 31 marzo 1996, i Bodydonnas sconfissero i Godwinns nella finale per l'assegnazione del vacante titolo WWF Tag Team Championship. La coppia detenne le cinture fino al 19 maggio 1996, quando persero contro i Godwinns al Madison Square Garden. Dopo che Skip lasciò la WWF a fine 1996, Prichard divenne un jobber mascherato chiamato Dr. X combattendo in match di poco conto. Dopo questa fallimentare gimmick, Prichard divenne allenatore di talenti per la federazione, responsabile dell'addestramento di future star come The Rock, Kurt Angle, e Mark Henry, tra gli altri. Il 28 settembre 1999, Prichard fece coppia con Jeff Jarrett per affrontare Chyna e Debra a Raw Is War. Prichard colpì per sbaglio Jarrett con una chitarra e Jarrett venne schienato da Chyna. Tom Prichard venne licenziato dalla WWE per scadenza di contratto nel 2004.

### Circuito indipendente
Andò quindi a combattere nella United Wrestling Association e in varie altre federazioni del circuito indipendente nel sud degli Stati Uniti. Il 10 agosto 2006, otto giorni prima del suo 47º compleanno, egli divenne il campione United Wrestling Association Heavyweight più anziano di sempre, battendo Dillinger.

### Ritorno in WWE (2007–2012)
Nel gennaio 2007, Tom venne riassunto dalla WWE per sostituire Bill DeMott come allenatore capo della Deep South Wrestling (DSW).
Quando la DSW chiuse, si spostò alla Florida Championship Wrestling. Il 30 maggio 2012, venne sollevato dall'incarico.

## Personaggio

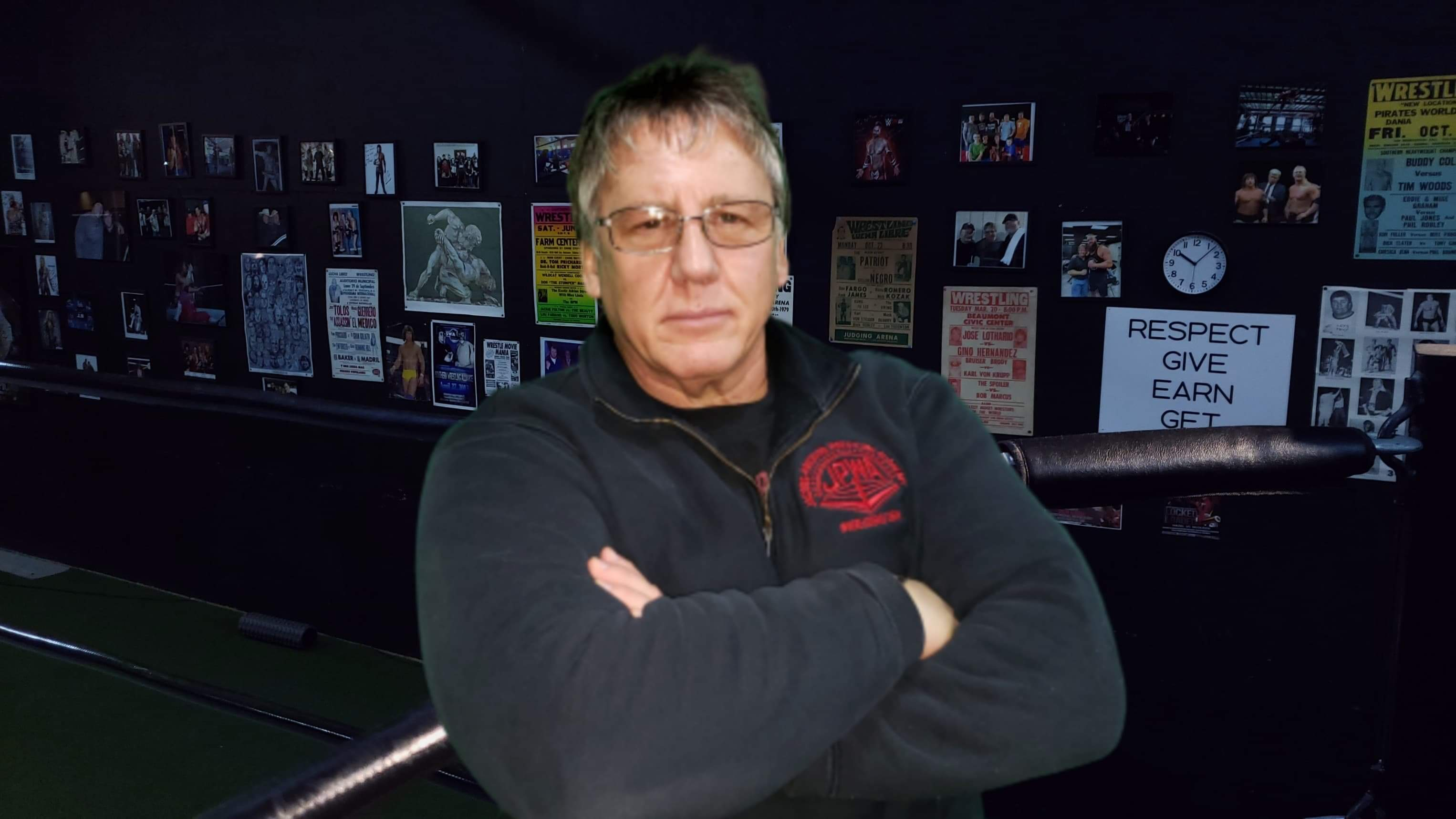
Tom Prichard nel 2020

- Mosse finali
  - Diving splash
  - Piledriver
  - Superkick
- Manager
  - Jim Cornette[3]
  - Tojo Yamamoto
  - Judd the Studd
  - Dirty White Girl
  - Jonathan Boyd
  - Eddie Gilbert
  - Paul Heyman
  - Bambi
  - Jimmy Shoulders / Cloudy
  - Downtown Bruno
  - Sunny
  - Missy Hyatt
  - Marcus Woodrow III

- Wrestler allenati
  - Kurt Angle
  - Val Venis
  - The Rock
  - Mark Henry
  - Giant Silva
  - Brie Bella
  - Nikki Bella
  - Edge
  - Steve Bradley
  - Dolph Ziggler
  - William Reso
  - Brakkus
  - Jeff Hardy
  - Matt Hardy
- Soprannomi
  - "Doctor of Desire"
  - "Doctor"

## Titoli e riconoscimenti
- All-Star Wrestling
  - ASW Southern Heavyweight Championship (1)

- American Wrestling Council
  - AWC Heavyweight Championship (1)

- Five Star Wrestling
  - FSW Tag Team Championship (1) – con Smack Johnson

- NWA Hollywood Wrestling
  - NWA Americas Tag Team Championship (4) – con Apollo Jalisco (1), Alberto Madril (2), & Chris Adams (1)[4]

- NWA Rocky Top
  - NWA Rocky Top Heavyweight Championship (1)[5]

- NWA Wrestle Birmingham
  - NWA Alabama Heavyweight Championship (1)[6]

- Pacific Northwest Wrestling
  - NWA Pacific Northwest Tag Team Championship (3) – con Brett Sawyer[7]

- Pennsylvania Championship Wrestling
  - PCW Tag Team Championship (1) – con Jimmy Del Ray[8]

- Pro Wrestling Illustrated
  - 318º nella lista dei 500 migliori wrestler nei PWI Years del 2003
  - 73º nella lista dei 100 migliori tag team, con Jimmy Del Ray & Stan Lane, nei PWI Years del 2003.

- Southeastern Championship Wrestling / Continental Championship Wrestling / Continental Wrestling Federation
  - CWF Heavyweight Championship (3)[9]
  - NWA Alabama Heavyweight Championship (2)[6]
  - NWA Southeast United States Junior Heavyweight Championship (5)[10]

- Smoky Mountain Wrestling
  - SMW Tag Team Championship (8) – con Stan Lane (5) & Jimmy Del Ray (3)[11]

- United States Wrestling Association
  - USWA Southern Heavyweight Championship (6)[12]
  - USWA Texas Heavyweight Championship (2)[13]
  - USWA World Tag Team Championship (1) – con Jimmy Del Ray[14]

- United Wrestling Association
  - UWA Southern Heavyweight Championship (1)
  - UWA Texas Heavyweight Championship (1)

- World Wrestling Federation
  - WWF World Tag Team Championship (1) – con Bodydonna Skip[15]